# Siphonoecetes kroyeranus
Siphonoecetes kroyeranus är en kräftdjursart som beskrevs av Charles Spence Bate 1856. Siphonoecetes kroyeranus ingår i släktet Siphonoecetes och familjen Ischyroceridae. Inga underarter finns listade i Catalogue of Life.